# Alice in Borderland (série télévisée)
Cet article concerne la série télévisée. Pour le manga, voir Alice in Borderland.
Alice in Borderland (今際の国のアリス, Imawa no kuni no Arisu) est une série télévisée japonaise de science-fiction basée sur le manga homonyme d'Aso Haro. La série met en vedette Kento Yamazaki et raconte l'histoire d'Arisu qui, avec ses deux meilleurs amis, est mystérieusement téléporté dans un Japon dystopique parallèle. Dans cette nouvelle réalité, ils devront jouer à des jeux dangereux, violents et mortels pour survivre.
La première saison est diffusée sur Netflix le 10 décembre 2020, où elle a reçu des critiques positives de la part des téléspectateurs et des critiques. Une deuxième saison est diffusée le 22 décembre 2022 et a reçu des critiques encore plus positives que la première. Une troisième saison est en production.

## Synopsis
Arisu, un jeune homme fauché, sans emploi et obsédé par les jeux vidéo, se retrouve soudainement dans une étrange version de Tokyo vidée de la quasi-totalité de ses habitants, dans laquelle lui et ses amis Karube et Chota doivent participer à des jeux mortels pour survivre. Dans ce monde étrange, Arisu rencontre Usagi, une jeune femme grimpeuse et solitaire qui enchaîne les jeux. Ensemble, ils entreprennent de percer de nombreux mystères tout en essayant d'échapper à la mort et en apprenant la valeur de la vie. Dans leurs aventures et au cours des jeux ils rencontrent d'autre joueurs comme Chishiya, Kuina, Ann au sein de la "Plage".

## Distribution

### Acteurs principaux
- Kento Yamazaki (VF : Adrien Larmande) : Ryōhei Arisu
- Tsuchiya Tao (VF : Flora Kaprielian) : Yuzuha Usagi
- Aya Asahina (ja) (VF : Cindy Tempez) : Hikari Kuina
- Nijirō Murakami (VF : Benoît Fort-Junca) : Shuntarô Chishiya
- Sho Aoyagi (ja) (VF : Nicolas Dussaut) : Morizono Aguni
- Ayaka Miyoshi (VF : Alexia Papineschi) : Rizuna Ann
- Dori Sakurada (VF : Arnaud Laurent) : Suguru Niragi

### Acteurs récurrents
- Yûki Morinaga (ja) (VF : Benjamin Bollen) : Chōta Segawa (saison 1, saison 2 (flashbacks))
- Keita Machida (VF : Bruno Méyère) : Daikichi Karube (saison 1, saison 2 (flashbacks))
- Shuntarô Yanagi (ja) (VF : Romain Altché) : Takatora Samura / Le dernier Boss (saison 1)
- Nobuaki Kaneko (ja) (VF : Yoann Sover) : Boshiya Hatter dit Le Chapelier (saison 1, saison 2 (flashbacks))
- Riisa Naka (VF : Célia Charpentier) : Kano Mira / La Reine de Cœur
- Ayame Misaki (VF : Florine Orphelin) : Saori Shibuki (saison 1)
- Yutaro Watanabe (ja) (VF : Gwenaël Sommier) : Kōdai Tatta
- Mizuki Yoshida (ja) (VF : Céline Légendre-Herda) : Asahi Kujō (saison 1, saison 2 (flashbacks))
- Kina Yazaki (ja) (VF : Elisa Lebon) : Momoka Inoue (saison 1, saison 2 (flashbacks))
- Tsuyoshi Abe (ja) (VF : Jérôme Frossard) : Keiichi Kuzuryū (saison 1) / Le Roi de Carreau (saison 2, épisode 6)
  - Jun Hashimoto (VF : Didier Cherbuy) : Benzo Yashige (adversaire de Chishiya pour le jeu du Roi de Carreau)
  - Aimi Satsukawa (VF : Angélique Magnan) : Hinako Daimon (adversaire de Chishiya pour le jeu du Roi de Carreau)
  - Wakato Kanematsu : Takashi Asuma (adversaire de Chishiya pour le jeu du Roi de Carreau)
- ? (VF : Charlotte Hervieux) : la voix off présentant les jeux
- Yuri Tsunematsu (VF : Virginie Hénocq) : Akane Heiya (saison 2, épisodes 4 à 8)
- Tomohisa Yamashita (VF : Benjamin Penamaria) : Ginji Kyuma / Le Roi de Trèfle (saison 2, épisodes 1 à 3)
  - Ryohei Shima (VF : Jeff Esperansa) : Sogo Shitara (partenaire de Kyuma pour le jeu Osmosis)
  - Alisa Urahama (VF : Marie Nonnenmacher) : Uta Kisaragi (partenaire de Kyuma pour le jeu Osmosis)
  - Eishin : Takumi Maki (partenaire de Kyuma pour le jeu Osmosis)
  - Eita Okuno : Goken Kanzaki (partenaire de Kyuma pour le jeu Osmosis)
- Ayumi Tanida : Isao Shirabi / Le Roi de Pique (saison 2, épisodes 1, 4 & 7)
- Chihiro Yamamoto (VF : Sophie Faguin) : Risa / La Reine de Pique (saison 2, épisodes 5 & 6)
- Kai Inowaki (VF : Julien Portugais) : Enji Matsushita / Le Valet de Cœur (saison 2, épisodes 3 & 4)
  - Hayato Isomura (VF : Stéphane Otero) : Sunato Banda (participant au jeu du Valet de Cœur)
  - Maiguma Katsuya (VF : Antoine Fleury) : Oki Yaba (participant au jeu du Valet de Cœur)
  - Honami Sato : Kotoko Shiga (participante au jeu du Valet de Cœur)
  - Yusaku Mori (VF : Nicolas Michel) : Ippei Oki (participant au jeu du Valet de Cœur)
  - Aina Yamada (VF : Audrey Le Bihan) : Urumi Akamaki (participante au jeu du Valet de Cœur)
- Miyu Yagyu : Nozomi (« mère » de Kota)

## Production
Le 16 juillet 2019, Netflix a annoncé la création d'une adaptation live du manga Alice in Borderland, avec Yoshiki Watabe, Yasuko Kuramitsu et Shinsuke Sato écrivant les scripts et Sato réalisant. Le 4 août 2019, Netflix a révélé que Kento Yamazaki et Tao Tsuchiya joueraient le rôle des personnages principaux de la série, la paire apparaissant respectivement sous les noms de Ryōhei Arisu et Yuzuha Usagi.
Deux semaines après la sortie de la première saison, Netflix a renouvelé la série pour une deuxième saison,.
Une troisième saison est annoncée en septembre 2023, et sortira le 25 septembre 2025.

## Épisodes
Les épisodes de la première saison sont numérotés de un à huit et diffusés le 10 décembre 2020.
La deuxième saison est diffusée le 22 décembre 2022.

## Musique
La partition d'Alice in Borderland a été entièrement composée par Yutaka Yamada, qui avait auparavant travaillé avec Sato sur Bleach en 2018 et Kingdom en 2019. Produite par Kohei Chida, la musique a été interprétée par le FILMharmonic Orchestra de Prague. La chanson "Good Times", de Jan Erik Nilsson, a été présentée à plusieurs reprises tout au long du spectacle.

### Liste des pistes
| No                | Titre               | Longueur |
| ----------------- | ------------------- | -------- |
| 1.                | Alice in Borderland | 11:15    |
| 2.                | Doldrums            | 5:37     |
| 3.                | Mirror Maze         | 6:01     |
| 4.                | Obstruction         | 4:11     |
| 5.                | Peripherals         | 2:57     |
| 6.                | Rainfall            | 5:46     |
| 7.                | Beyond The Mist     | 5:19     |
| 8.                | Soulbound           | 4:46     |
| 9.                | Gargoyles           | 10:21    |
| 10.               | Nerve               | 7:18     |
| 11.               | Retrospect          | 4:40     |
| 12.               | The Looking Glass   | 5:56     |
| 13.               | Ashes               | 1:31     |
| Longueur totale : | Longueur totale :   | 75:38    |

| No                | Titre                                        | Longueur |
| ----------------- | -------------------------------------------- | -------- |
| 1.                | Portal                                       | 4:31     |
| 2.                | Iron Fist                                    | 4:07     |
| 3.                | Paranoia                                     | 4:16     |
| 4.                | Unearthed                                    | 6:44     |
| 5.                | Sun Rays                                     | 1:57     |
| 6.                | Accidents of chaos                           | 5:50     |
| 7.                | The Abyss                                    | 10:57    |
| 8.                | Armour                                       | 5:12     |
| 9.                | Hidden Card                                  | 3:29     |
| 10.               | Eternity of Reality                          | 4:25     |
| 11.               | Delirium                                     | 3:43     |
| 12.               | Ace of Spades                                | 2:50     |
| 13.               | Lune                                         | 2:58     |
| 14.               | Film of Time (Alt. Ver.)                     | 5:29     |
| 15.               | Gamemaster                                   | 1:38     |
| 16.               | Good Times [Jan Erik Nilsson (aka Eartraxx)] | 5:03     |
| Longueur totale : | Longueur totale :                            | 73:09    |

| No                | Titre             | Longueur |
| ----------------- | ----------------- | -------- |
| 1.                | Hype              | 1:21     |
| 2.                | Vantage Point     | 3:03     |
| 3.                | Trickster         | 1:46     |
| 4.                | Frenzy            | 1:38     |
| 5.                | Your Smile        | 2:25     |
| 6.                | Uncharted         | 8:48     |
| 7.                | No Exit           | 6:33     |
| 8.                | Moonbow           | 4:03     |
| 9.                | Film of Time      | 2:51     |
| Longueur totale : | Longueur totale : | 32:28    |

## Réception
Alice in Borderland a été accueillie positivement par les critiques, particulièrement sur sa cinématographie, son montage, son utilisation de la violence graphique, , ainsi que sur les performances de Kento Yamazaki et Tao Tsuchiya. Les critiques sont plus mitigées sur le développement des personnages et de son histoire, jugée pas assez exploitée, en particulier dans la seconde moitié de la série. Sur Rotten Tomatoes, la première saison d'Alice in Borderland détient une côte d'approbation de 75% basée sur 8 critiques, avec une note moyenne de 6,8/10.
James Hadfield de Japan Times a attribué à la série une note de deux étoiles et demie sur cinq, faisant l'éloge de la réalisation de Shinsuke Sato, mais critiquant les personnages, déclarant que « peu d’acteurs laissent une grande impression, bien que Tsuchiya soit une héroïne d'action efficace, et Nijirô Murakami amuse avec son côté solitaire et souriant ». En écrivant pour Ready Steady Cut, Jonathon Wilson a donné à l'émission une note de quatre étoiles sur cinq, louant la série pour avoir maîtrisé « l'exposition et la construction soigneuse de l'arrière-plan ». Wilson a également fait une comparaison positive de la série au film japonais Battle Royale ou à Saw. La journaliste d’Ars Technica Jennifer Ouellette a appelé le spectacle « émotionnellement intense » et a comparé les jeux de la série à ceux trouvés dans les livres Ready Player One et Lord of the Flies ou encore dans le film de 1997 Cube. Melanie McFarland de Salon a comparé la série à la mini-série CBS All Access The Stand, déclarant qu'Alice in Borderland « gère plus efficacement les mécanismes de présentation de ses personnages et ne dérange pas le public en s'appuyant fortement sur les flashbacks [...] mais contrairement à The Stand, les profils avant ne sont pas étendus au point de glisser sur la progression de l'histoire ».